# カルパチーノ
カルパチーノは、かつて存在した田中亮二と猪俣陽介による吉本興業所属のお笑いコンビ。

## メンバー
- 田中亮二（たなかりょうじ、1986年3月27日 -）ツッコミ担当。立ち位置は向かって左。
  - 兵庫県高砂市出身。B型。
  - モミアゲに特徴があり、何度かネタにも使われている。
  - ギター、歌を得意としており、芸人としてのデビュー前には音楽で数々の賞を受賞している。
  - カルパチーノの解散後は、シンガーソングライターとしても活動している。
  - 2012年10月に当時ピン芸人であった粗品(現・霜降り明星)と二人でコントライブを行なっている。
  - M-1グランプリ2020・2021では「ミ」というコンビで出場した[1]。
  - 2021年「田中りょうじ先生」としてYouTubeでボイストレーナーとして活動している。チャンネル登録者は8万人以上。

- 猪俣陽介（いのまたようすけ、1986年9月22日 -）ボケ担当。立ち位置は向かって右。
  - 兵庫県高砂市出身。A型。
  - 癒しを求めてペットショップに立ち寄る事がよくある。
  - ジャンガリアンハムスターのはむ・はむおさんを飼っている。
  - 大阪時代は難波から15分くらいの場所に住んでいたが、ネタ合わせのためにタクシーで移動していた。
  - カルパチーノの解散後は芸人活動からは離れ、一般の不動産企業に就職している。
  - 2021年には、『土曜のよんチャンTV』に一般人として出演した。

## 来歴
共に大阪NSC28期生（2006年卒業）。NSC入学前の2004年4月に結成しアマチュアとしてM-1グランプリ予選に出場していた。NSC在学中の2005年6月に一旦解散したが、同年11月25日に再結成。主にbaseよしもとビーサン組・サライヴ組のメンバーとして活動する。M-1グランプリ2006では準決勝に進出した。2006年年末に吉本興業を退社し活動を休止する。2007年8月にフリーとして活動再開。2008年には拠点を東京に移し単独ライブ等も開催。2009年2月22日、大阪でのライブ出演をもって活動休止（実質解散）。
2019年に一時活動を再開し、K-PRO所属としてM-1グランプリ2019に出場し2回戦進出。

## エピソード
- 田中が大学1年生、猪俣が高校3年生の時に、アマチュアでありながらM-1グランプリ2004年大会の3回戦まで進出した。
- 田中の音楽に関する経歴から、ラジオよしもと むっちゃ元気!木曜日にゲスト出演した際、レギュラー出演者の今いくよ・くるよ、和泉修から路上ライブをしてこいと言う指令を受け、実行した。
  - 同ラジオ内で演奏を披露し、他の出演者から喝采をあびた。

## 出演
- ヨシモト∞OSAKA(芸人証券メンバー、ヨシモトファンダンゴTV)